# 劉春 (成化進士)
劉春（1460年12月11日—1521年7月6日），字仁仲，號東川，四川重慶府巴縣人，明朝政治人物。成化癸卯科解元，丁未科榜眼。正德年間，累官至禮部尚書兼翰林院學士。

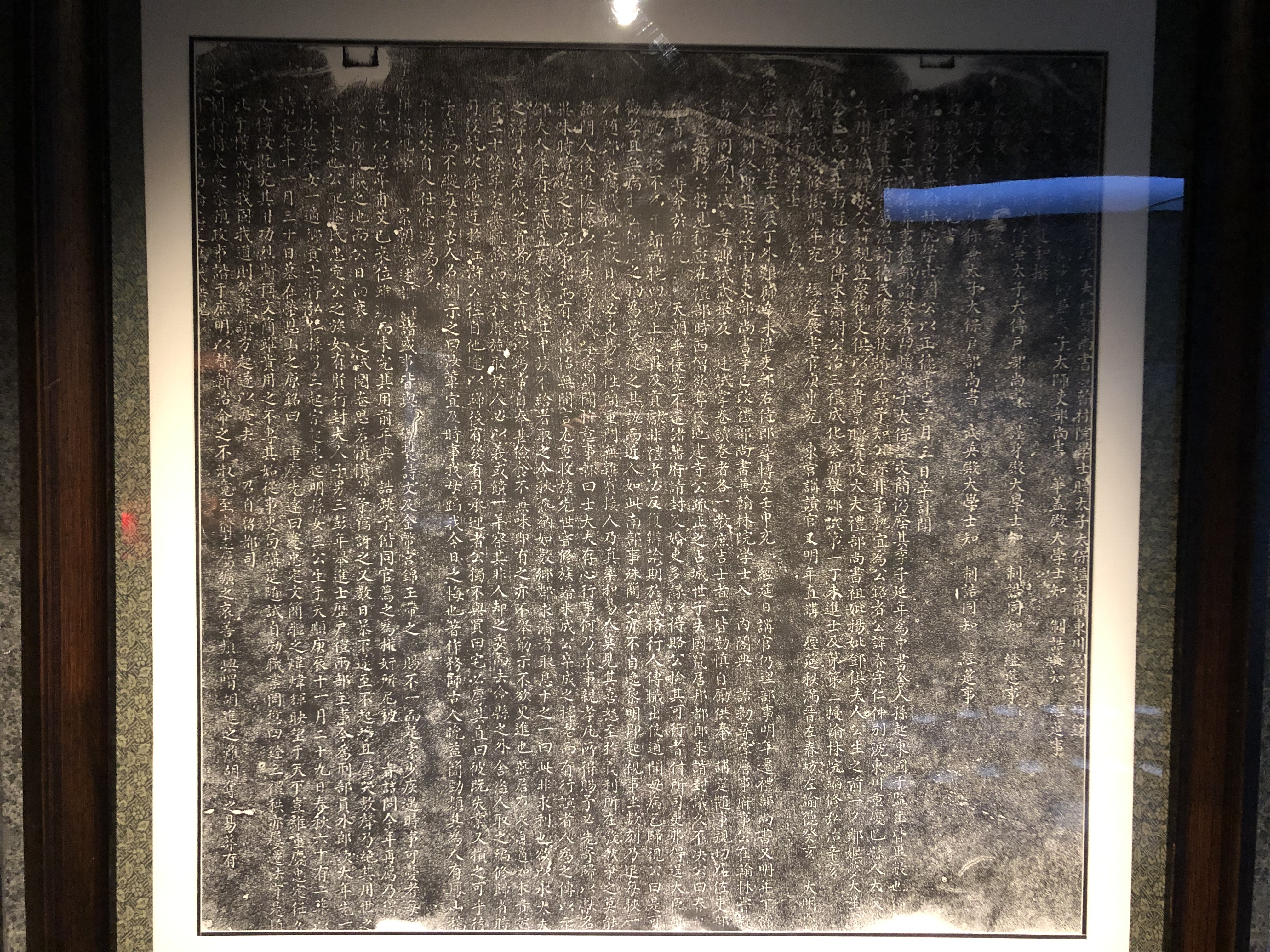
劉春墓志銘

## 生平
成化十九年（1483年）癸卯科四川鄉試第一名舉人。成化二十三年（1487年）丁未科第一甲第二名進士。授翰林院編修。屢遷翰林學士。正德六年（1511年），擢吏部右侍郎，進左侍郎。正德八年（1513年），代傅珪為禮部尚書，在任三年，慎守彜典。宗藩請封、請婚及文武大臣祭葬、贈謚，多請其裁正。因丁憂去職。守喪期滿，起用爲南京吏部尚書。不久，再任禮部尚書，專典誥敕，并掌詹事府事。正德十六年（1521年）六月初三日卒。贈太子太保，謚文簡。《明史》有傳。

## 家族
曾祖劉克明，祖劉剛，父劉規，御史，母鄧氏。弟劉台，弘治間亦中解元，舉進士，官至廣東參政。
子劉彭年，巡撫貴州右副都御史。彭年子劉起宗，遼東苑馬寺卿。起宗子劉世賞，廣東左布政使。臺子劉鶴年，雲南布政使，以清譽聞。鶴年孫劉世曾，巡撫雲南右副都御史，有征緬功。皆由進士。

## 轶事
刘春、刘台兄弟相繼中式解元，再举进士，一时传为美谈。杨廷和曾作七律《赠刘春刘台》：“君家兄弟好文章，经学渊源有义方。夺锦两刊乡试录，凌元双立解元坊。大苏气节古来少，小宋才名天下香。从此圣朝添故事，巴山草木也生光。”